# Пивняк, Геннадий Григорьевич
Генна́дий Григо́рьевич Пивня́к (23 октября 1940, Александрия, Кировоградской области) — бывший ректор Национального горного университета(1982-2021), академик НАН Украины, профессор, Вице-президент Союза ректоров вузов Украины.

## Биография
- 23 октября 1940 — родился в городе Александрия Кировоградской области (ныне Украина)
- 1963 — получил диплом Днепропетровского горного института им. Артёма (горный инженер-электромеханик)
- 1967 — кандидат технических наук
- 1970 — получил должность доцента Днепропетровского горного института им. Артёма
- 1976 — заведующий кафедры систем электроснабжения Днепропетровского горного института им. Артёма
- 1981 — доктор технических наук
- 1982 — ректор Днепропетровского горного института им. Артёма
- 1983 — профессор
- 1992 — член-корреспондент НАН Украины
- 1997 — академик НАН Украины

## Научный вклад
Пивняк Г. Г. известен научной общественности как ученый, специалист в области горной и металлургической электроэнергетики, автор 2 научных открытий, 34 монографий, 32 учебников и учебных пособий, более 500 научных докладов и статей, 94 авторских свидетельств и патентов. Его научная деятельность посвящена решению физико-технических проблем преобразования и регулирования параметров электромагнитной энергии, развитию современных электромагнитных систем передачи энергии на повышенной частоте для электротехнологий и транспорта, разработке научных основ создания новых технологий, оборудования и средств управления, обеспечивающих эффективность и безопасность горно-металлургического производства. В этом научном направлении Пивняком Г. Г. выполнены фундаментальные исследования и получены результаты, которые признаны на Украине и за рубежом.

## Награды
- Орден князя Ярослава Мудрого IV степени (2004)
- Орден князя Ярослава Мудрого V степени (1999)
- Орден «Знак Почёта» (1981)
- Орден Трудового Красного Знамени (1986)
- Дважды лауреат Государственной премии Украины в области науки и техники (1998, 2005)
- Лауреат премии им. С. А. Лебедева НАН Украины
- Заслуженный деятель науки и техники УССР (1990)
- Почётная грамота Кабинета министров Украины (1999)
- Почётная грамота Верховной Рады Украины (2003)
- Медаль «За успехи в обучении и воспитании молодёжи» (1998, Польша)
- Почётный доктор НТУ «Краковская горно-металлургическая академия» (Польша) и Московского государственного горного университета
- Заслуженный работник нефтегазовой промышленности Польши (1994)
- Эксперт ЕЭК ООН в области устойчивой энергетики.
- знак МОН Украины «За научные достижения» (2007)
- знак НАН Украины «За научные достижения» (2009)
- Почетный доктор ТУ «Фрайбергская горная академия» (2010)